# سوزان مولر اوکین
سوزان مولر اوکین (به انگلیسی: Susan Moller Okin) (زاده ۱۹ ژوئیه ۱۹۴۶، اوکلند - درگذشته ۳ مارس ۲۰۰۴، لینکلن) فیلسوف سیاسی متولد نیوزیلند و شهروند آمریکایی، نویسنده مقالات و کتاب‌های متعدد در مورد فلسفه سیاسی فمینیستی بود. اوکین در طول زندگی حرفه‌ای‌اش جوایز متعددی را برای فعالیت‌های آکادمیک و آثارش دریافت کرد.

## زندگی‌نامه
سوزان مولر اوکین در اوکلند نیوزلند در محله ثروتمند Remuera متولد شد. او فرزند کوچک خانواده و دارای دو خواهر بود. مادر هلندی او خانه‌دار و پدر دانمارکی او به عنوان حسابدار در Holeproof Woolen Mills کار می‌کرد. او در سال ۱۹۶۶ مدرک لیسانس را از دانشگاه اوکلند، مدرک کارشناسی ارشد فلسفه را در سال ۱۹۷۰ از دانشگاه آکسفورد و دکترای خود را در سال ۱۹۷۵ از دانشگاه هاروارد دریافت کرد.